# Torneo masculino de rugby 7 en los Juegos Olímpicos de la Juventud de Buenos Aires 2018
El torneo masculino de rugby 7 en los Juegos Olímpicos de la Juventud de Buenos Aires 2018, fue la segunda vez que se hizo presente el rugby en los juegos.
Se disputó en el Club Atlético San Isidro, sede la Boya, en San Isidro, Provincia de Buenos Aires, Argentina

## Desarrollo

#### Posiciones
| Pos. | Equipo         | Encuentros | Encuentros | Encuentros | Encuentros | Tantos  | Tantos    | Tantos     | Puntos |
| Pos. | Equipo         | jugados    | ganados    | empatados  | perdidos   | a favor | en contra | diferencia | Puntos |
| ---- | -------------- | ---------- | ---------- | ---------- | ---------- | ------- | --------- | ---------- | ------ |
| 1    | Argentina      | 5          | 5          | 0          | 0          | 180     | 38        | 142        | 15     |
| 2    | Francia        | 5          | 4          | 0          | 1          | 111     | 65        | 46         | 13     |
| 3    | Japón          | 5          | 2          | 1          | 2          | 74      | 103       | -29        | 10     |
| 4    | Sudáfrica      | 5          | 2          | 0          | 3          | 79      | 84        | -5         | 9      |
| 5    | Estados Unidos | 5          | 0          | 2          | 3          | 67      | 120       | -53        | 7      |
| 6    | Samoa          | 5          | 0          | 1          | 4          | 48      | 149       | -101       | 6      |

#### Resultados
| 13 de octubre | Argentina | 45 - 0 | Japón |  |  |

| 13 de octubre | Estados Unidos | 24 - 24 | Samoa |  |  |

| 13 de octubre | Sudáfrica | 12 - 17 | Francia |  |  |

| 13 de octubre | Argentina | 50 - 7 | Samoa |  |  |

| 13 de octubre | Estados Unidos | 0 - 38 | Francia |  |  |

| 13 de octubre | Sudáfrica | 12 - 14 | Japón |  |  |

| 14 de octubre | Francia | 15 - 10 | Samoa |  |  |

| 14 de octubre | Estados Unidos | 17 - 17 | Japón |  |  |

| 14 de octubre | Sudáfrica | 5 - 34 | Argentina |  |  |

| 14 de octubre | Japón | 29 - 0 | Samoa |  |  |

| 14 de octubre | Argentina | 29 - 12 | Francia |  |  |

| 14 de octubre | Sudáfrica | 19 - 12 | Estados Unidos |  |  |

| 15 de octubre | Sudáfrica | 31 - 7 | Samoa |  |  |

| 15 de octubre | Estados Unidos | 14 - 22 | Argentina |  |  |

| 15 de octubre | Francia | 24 - 14 | Japón |  |  |

### Definición 5° puesto
| 15 de octubre | Estados Unidos | 24 - 14 | Samoa |  |  |

### Final de bronce
| 15 de octubre | Japón | 28 - 5 | Sudáfrica |  |  |

### Final de oro
| 15 de octubre | Argentina | 24 - 14 | Francia |  |  |

### Medallero
| Evento | Oro                        | Plata                       | Bronce                                |
| ------ | -------------------------- | --------------------------- | ------------------------------------- |
|        | Campeón Olímpico Argentina | Subcampeón Olímpico Francia | Ganador de la Medalla de Bronce Japón |